# Lestes
Genre
Lestes est un genre d'insectes odonates (demoiselles) de la famille des Lestidae.

## Liste d'espèces
Selon BioLib (27 juin 2016) :
- Lestes alacer Hagen, 1861
- Lestes alfonsoi González & Novelo, 2001
- Lestes amicus Martin, 1910
- Lestes angularis Fraser, 1929
- Lestes apollinaris Navás, 1934
- Lestes auripennis Fraser, 1955
- Lestes auritus Hagen in Selys, 1862
- Lestes australis Walker, 1952
- Lestes barbarus (Fabricius, 1798)
- Lestes basidens Belle, 1997
- Lestes belladonna Macleay, 1827
- Lestes bipupillatus Calvert, 1909
- Lestes concinnus Hagen in Selys, 1862
- Lestes congener Hagen, 1861
- Lestes curvatus Belle, 1997
- Lestes debellardi De Marmels, 1992
- Lestes dichrostigma Calvert, 1909
- Lestes disjunctus Selys, 1862
- Lestes dissimulans Fraser, 1955
- Lestes dorothea Fraser, 1924
- Lestes dryas Kirby, 1890
- Lestes elatus Hagen in Selys, 1862
- Lestes eurinus Say, 1839
- Lestes falcifer Sjöstedt, 1918
- Lestes fernandoi Costa, De Souza & Muzón, 2006
- Lestes forcipatus Rambur, 1842
- Lestes forficula Rambur, 1842
- Lestes garoensis Lahiri, 1987
- Lestes helix Ris, 1918
- Lestes henshawi Calvert, 1907
- Lestes ictericus Gerstäcker, 1869
- Lestes inaequalis Walsh, 1862
- Lestes japonicus Selys, 1883
- Lestes jerrelli Tennessen, 1997
- Lestes jurzitzai Muzon, 1994
- Lestes macrostigma (Eversmann, 1836)
- Lestes malabaricus Fraser, 1929
- Lestes malaisei Schmidt, 1964
- Lestes minutus Selys, 1862
- Lestes nigriceps Fraser, 1924
- Lestes nodalis Selys, 1891
- Lestes numidicus Samraoui, Weekers & Dumont, 2003
- Lestes ochraceus Selys, 1862
- Lestes orientalis Baijal, 1956
- Lestes pallidus Rambur, 1842
- Lestes patricia Fraser, 1924
- Lestes paulistus Calvert, 1909
- Lestes pictus Hagen in Selys, 1862
- Lestes pinheyi Fraser, 1955
- Lestes plagiatus (Burmeister, 1839)
- Lestes praecellens Lieftinck, 1937
- Lestes praemorsus Hagen in Selys, 1862
- Lestes praevius Lieftinck, 1940
- Lestes pruinescens Martin, 1910
- Lestes quadristriatus Calvert, 1909
- Lestes quercifolius Selys, 1878
- Lestes rectangularis Say, 1839
- Lestes regulatus Martin, 1910
- Lestes scalaris Gundlach, 1888
- Lestes secula May, 1993
- Lestes sigma Calvert, 1901
- Lestes silvaticus (Schmidt, 1951)
- Lestes simplex Hagen, 1861
- Lestes simulatrix McLachlan, 1895
- Lestes spatula Fraser, 1946
- Lestes sponsa (Hansemann, 1823)
- Lestes spumarius Hagen in Selys, 1862
- Lestes sternalis Navás, 1930
- Lestes stultus Hagen, 1861
- Lestes temporalis Selys, 1883
- Lestes tenuatus Rambur, 1842
- Lestes thoracicus Laidlaw, 1920
- Lestes tikalus Kormoondy, 1959
- Lestes trichonus Belle, 1997
- Lestes tricolor Erichson, 1848
- Lestes tridens McLachlan, 1895
- Lestes umbrinus Selys, 1891
- Lestes uncifer Karsch, 1899
- Lestes undulatus Say, 1840
- Lestes unguiculatus Hagen, 1861
- Lestes urubamba Kennedy, 1942
- Lestes vidua Hagen, 1861
- Lestes vigilax Hagen in Selys, 1862
- Lestes virens (Charpentier, 1825)
- Lestes virgatus (Burmeister, 1839)
- Lestes viridulus Rambur, 1842

### Espèces fossiles
- †Lestes aquisextana Nel 1985
- †Lestes arvernus Piton 1935
- †Lestes brisaci Nel et al. 1997
- †Lestes ceresti Nel and Papazian 1985
- †Lestes conexus Yan and Tang 1976
- †Lestes datangensis Wang 1976
- †Lestes dianacompteae Compte-Sart 2014
- †Lestes forsterii Hess 1895
- †Lestes irenea Nel 1987
- †Lestes leucosia Heer 1849
- †Lestes ligea Heer 1849
- †Lestes lutzi Nel and Paicheler 1994
- †Lestes peisinoe Heer 1849
- †Lestes plicata Piton and Théobald 1939
- †Lestes regina Théobald 1937
- †Lestes sieblosiformis Cosmovici and Pauca 1955
- †Lestes statzi Schmidt 1958
- †Lestes vicina Hagen 1858
- †Lestes zalesskyi Piton 1940[2]

## Galerie

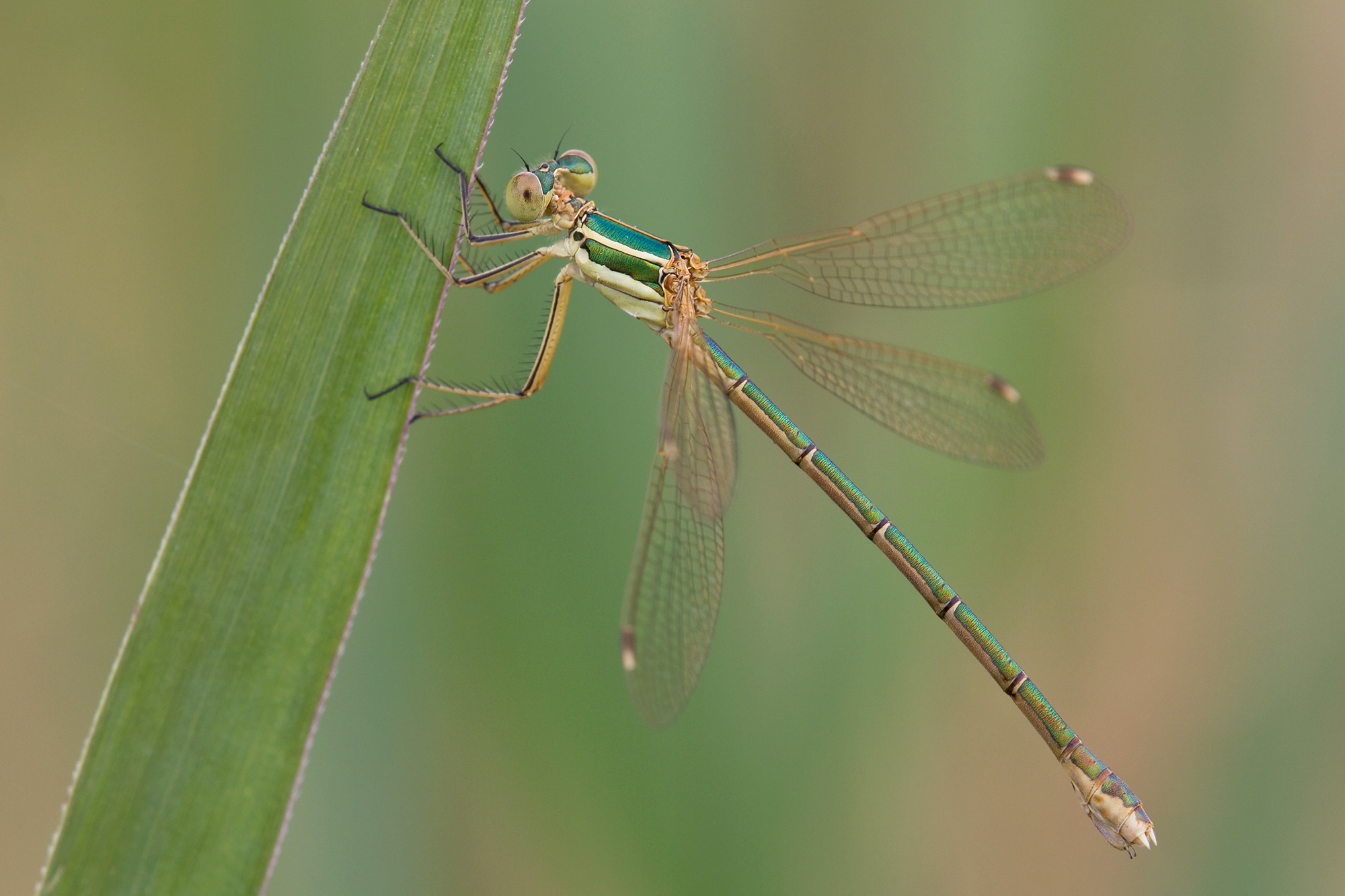
Lestes barbarus
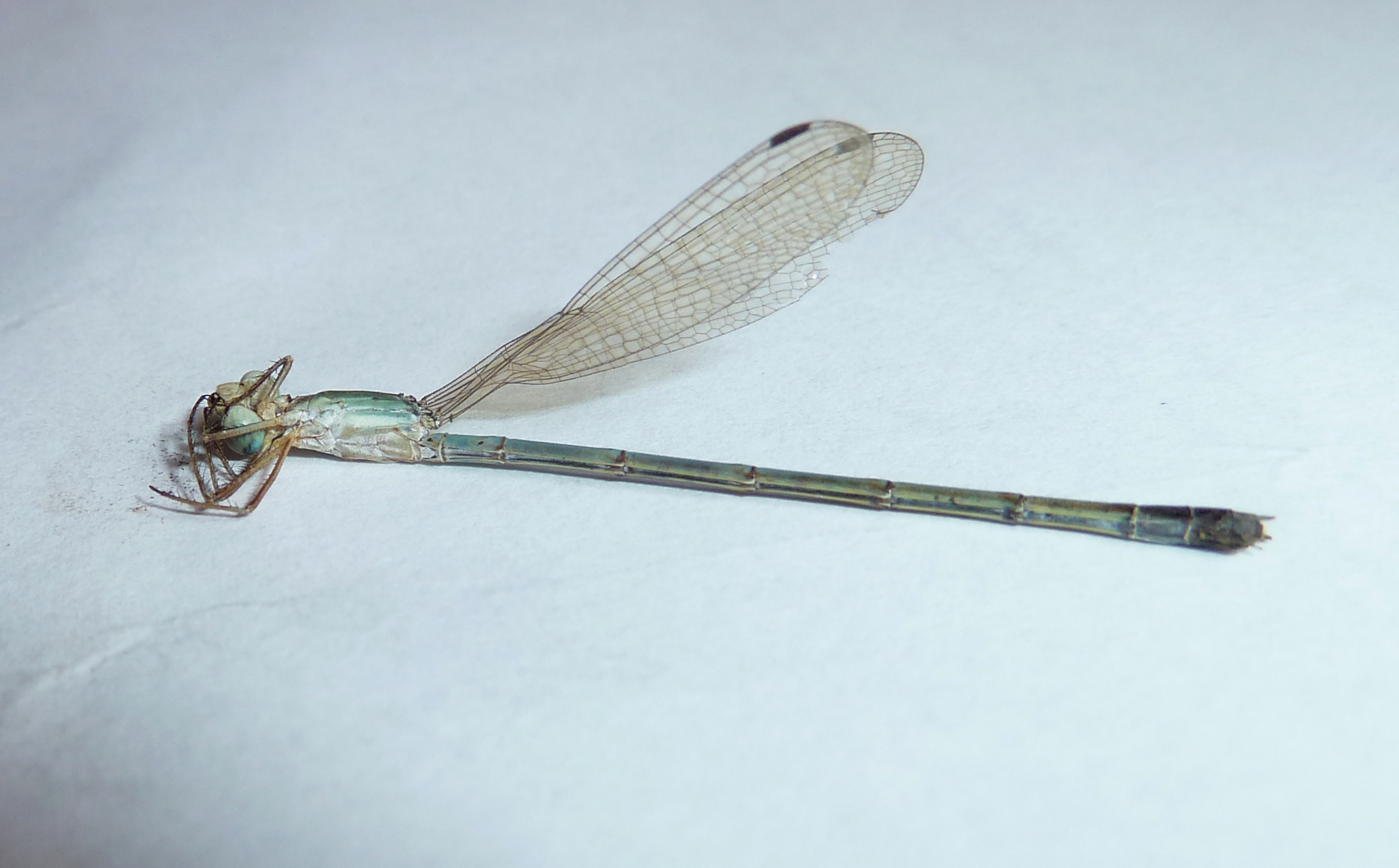
Lestes concinnus
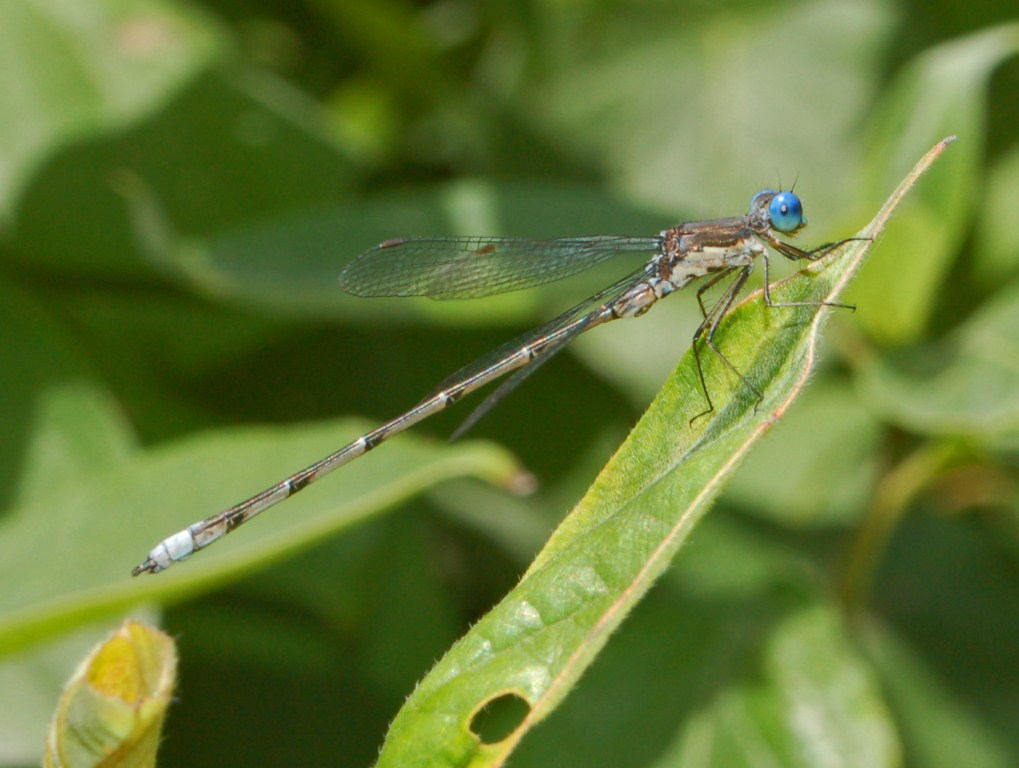
Lestes congener
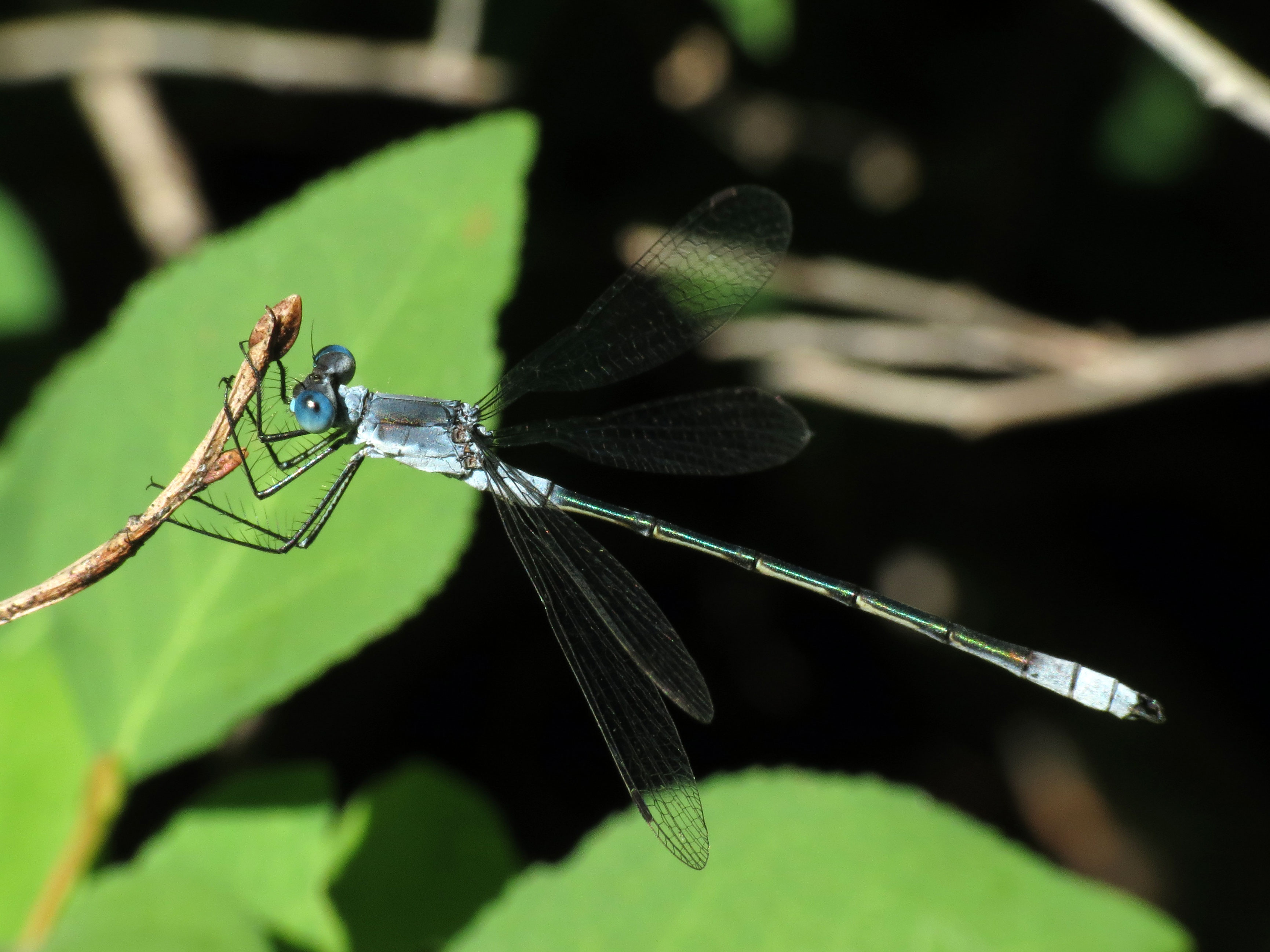
Lestes disjunctus
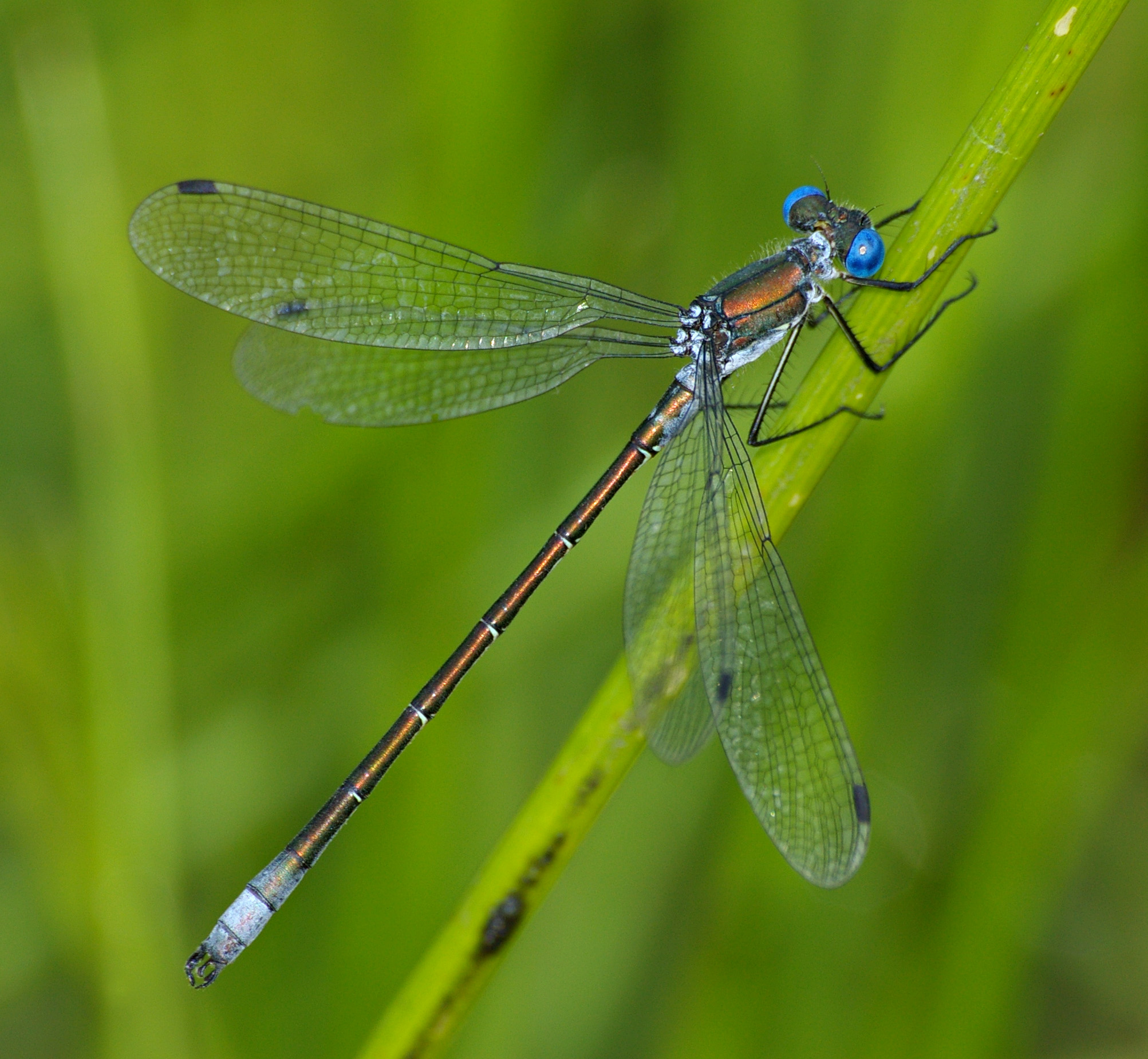
Lestes dryas
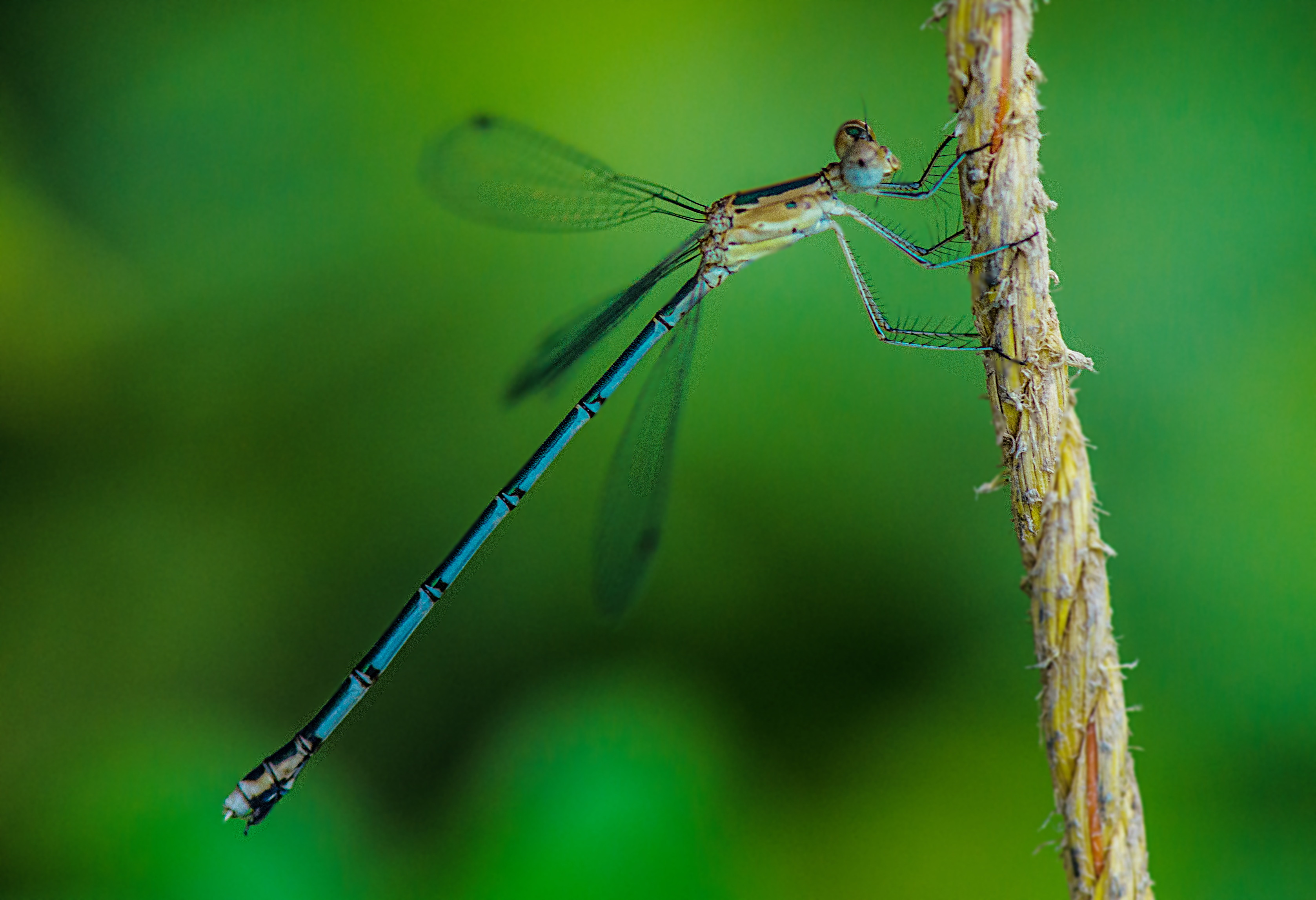
Lestes elatus
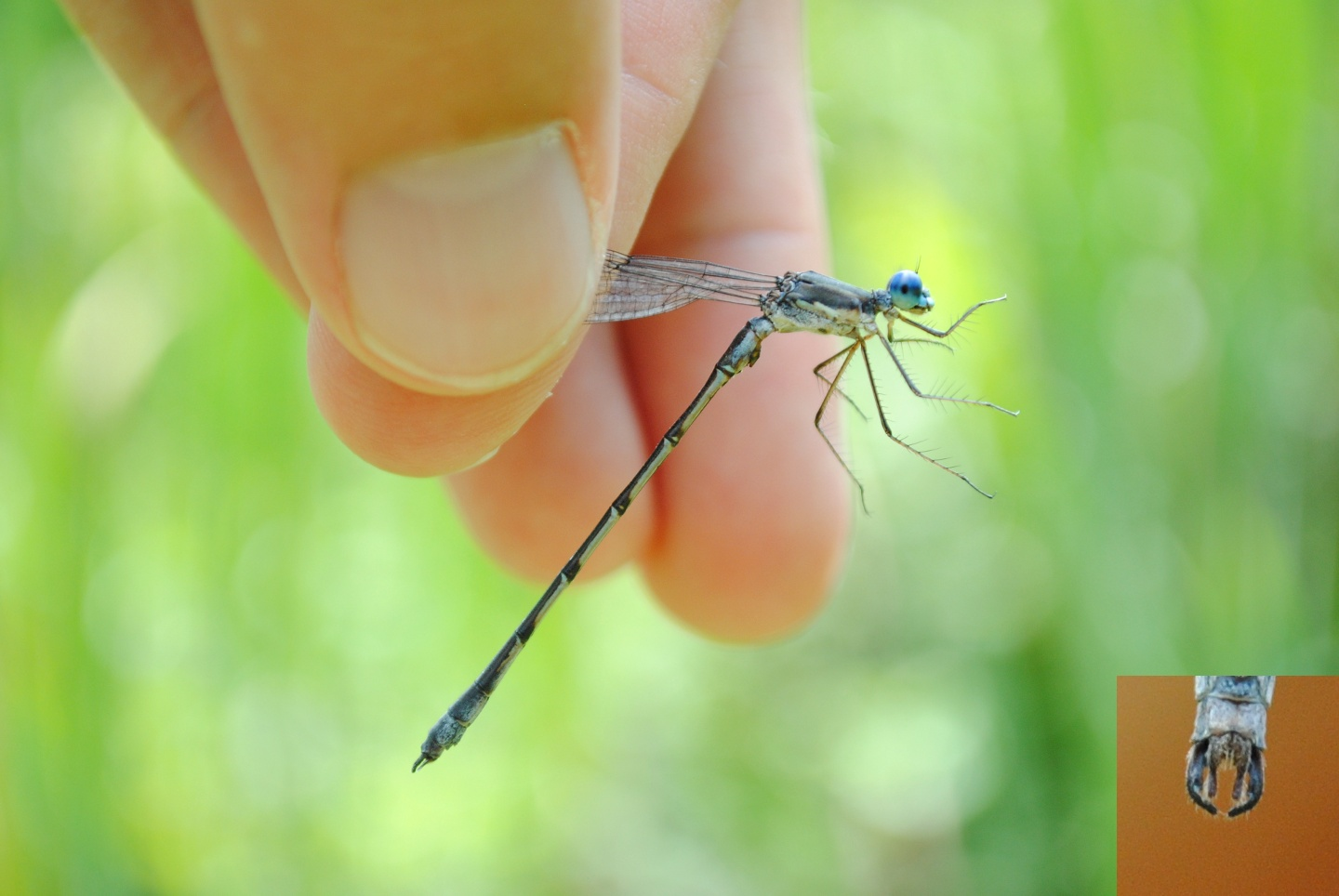
Lestes forcipatus
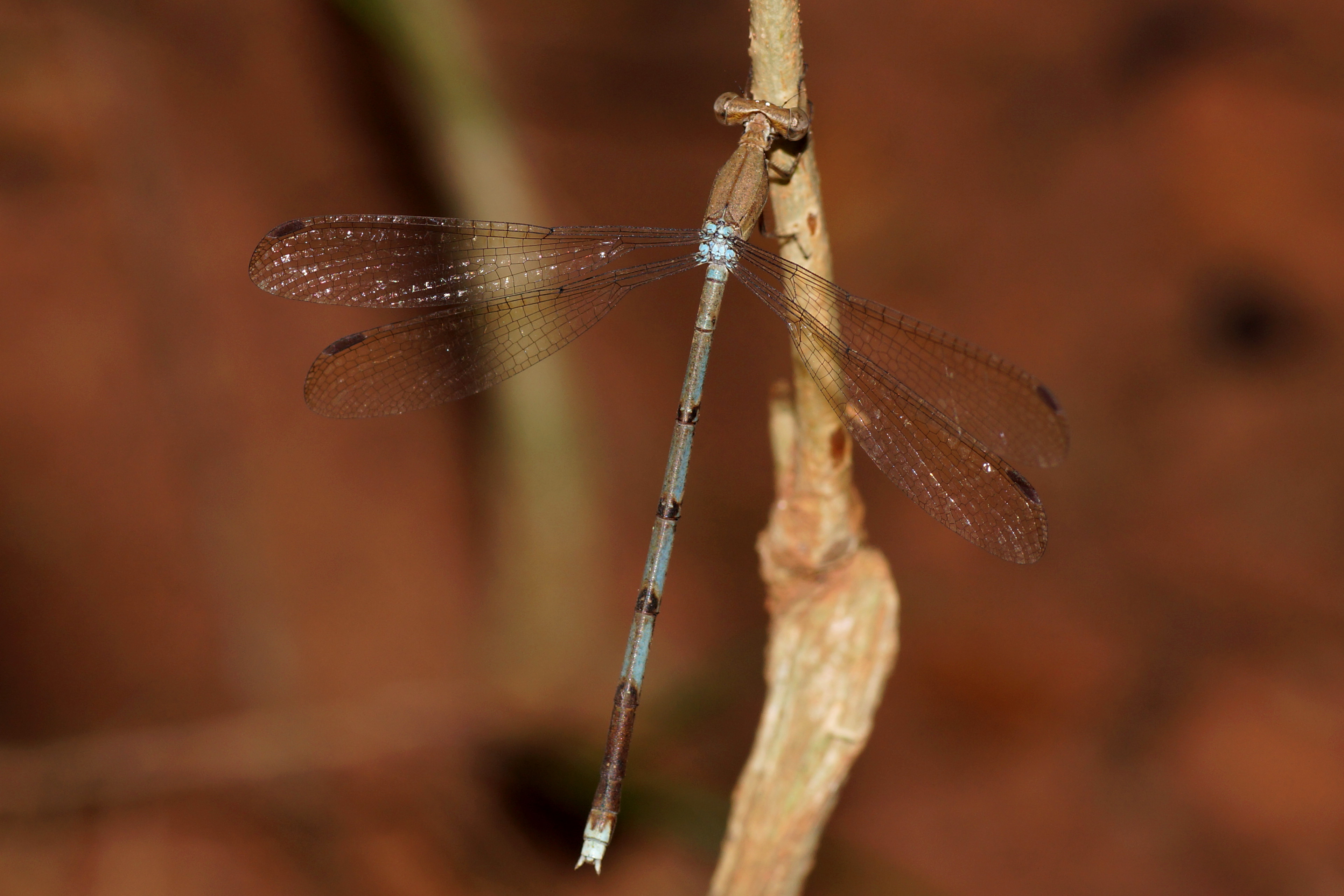
Lestes nodalis
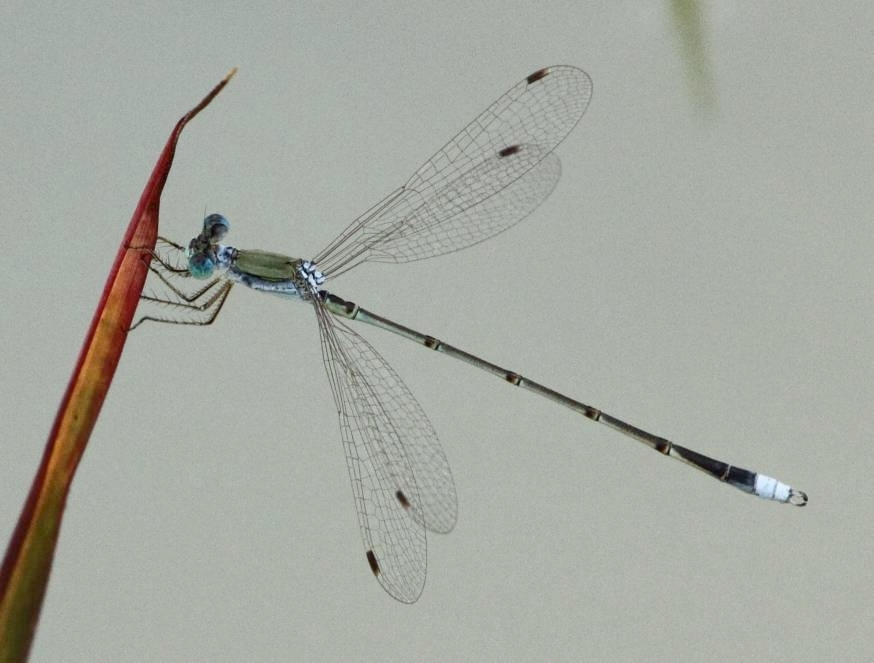
Lestes pallidus
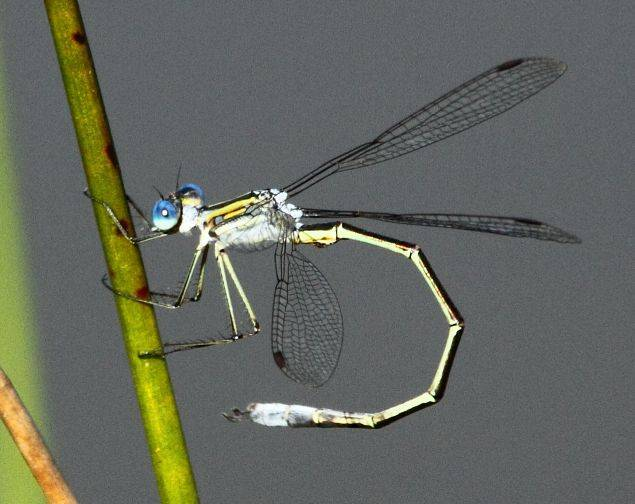
Lestes plagiatus
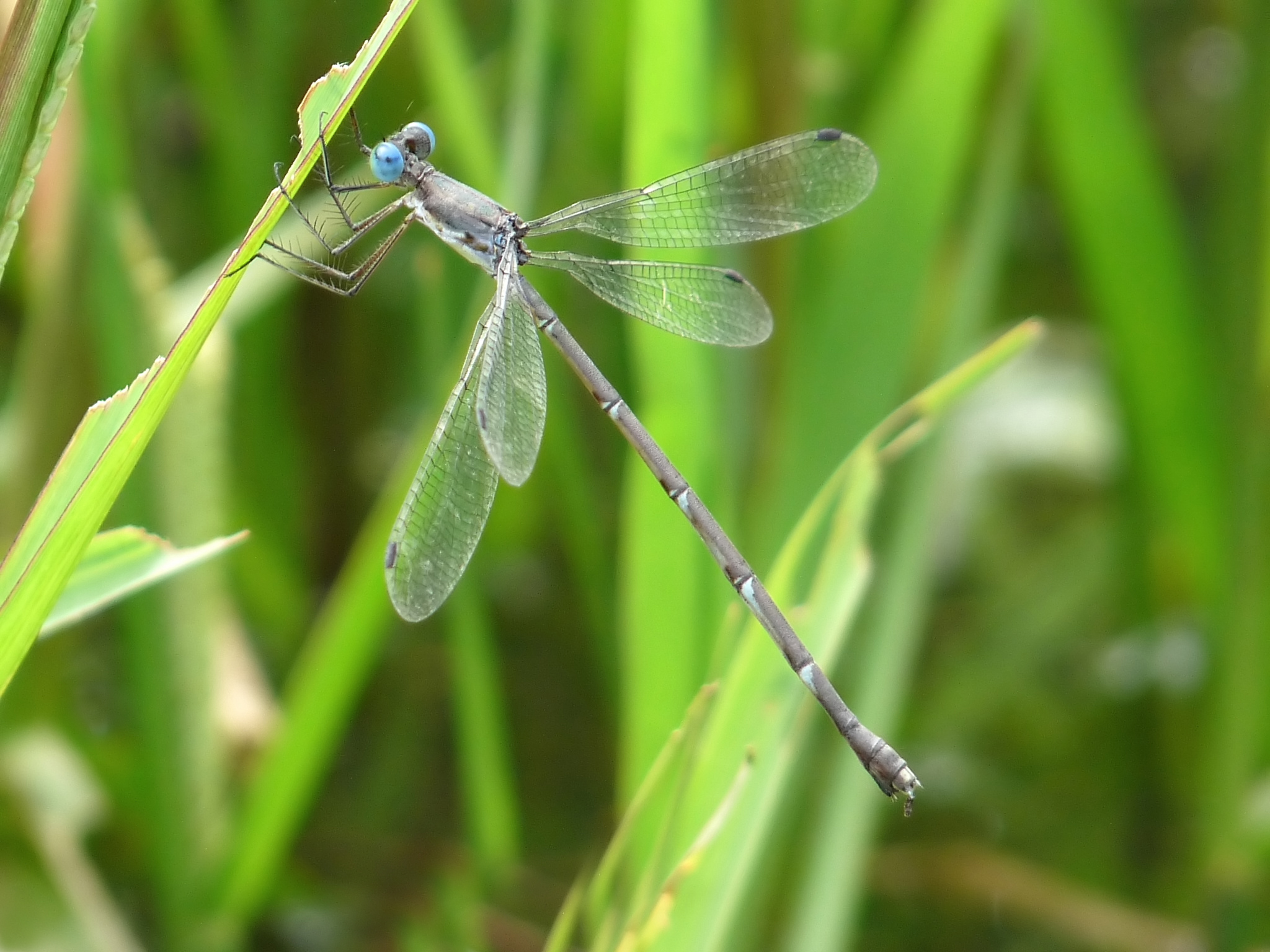
Lestes praemorsus
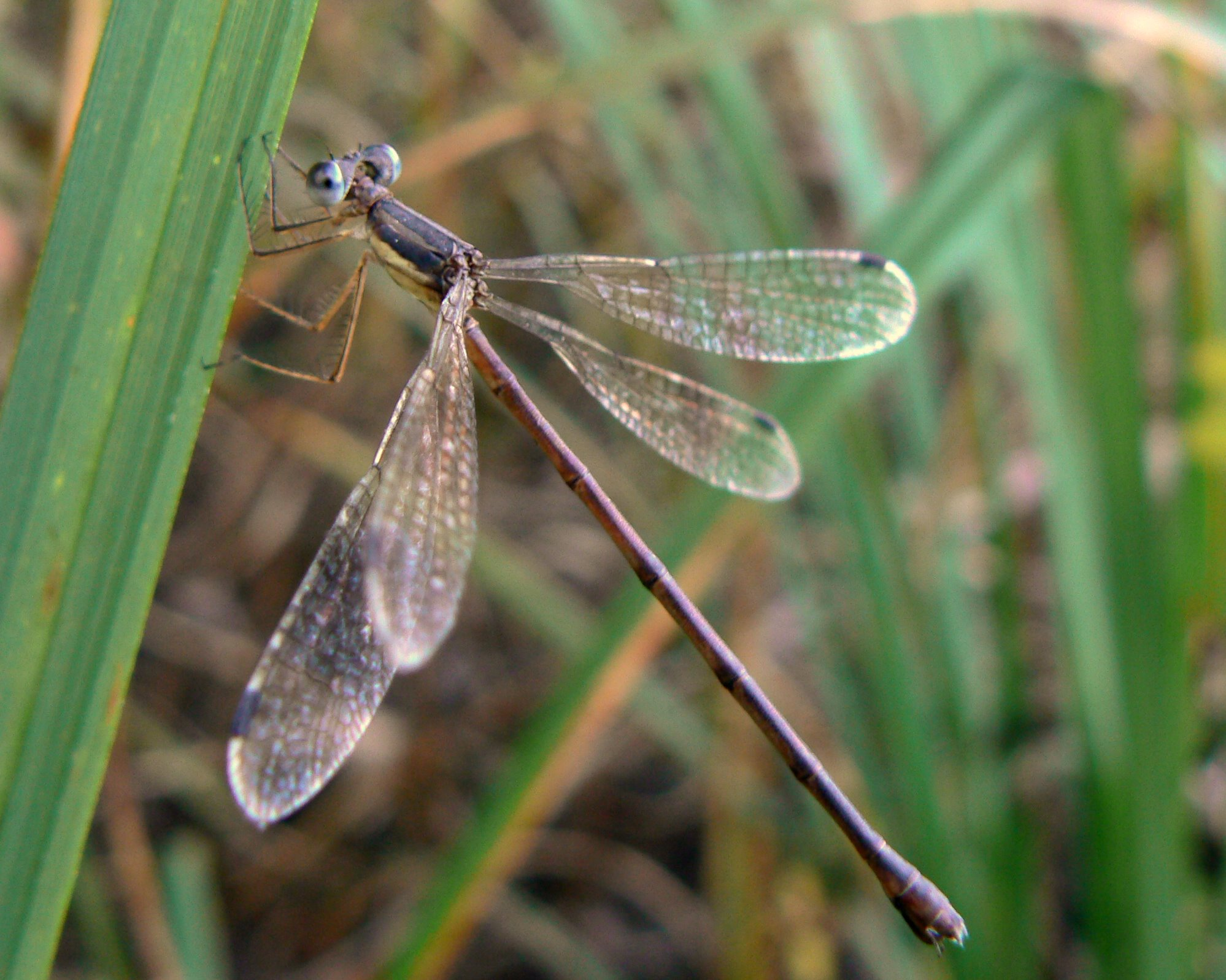
Lestes rectangularis
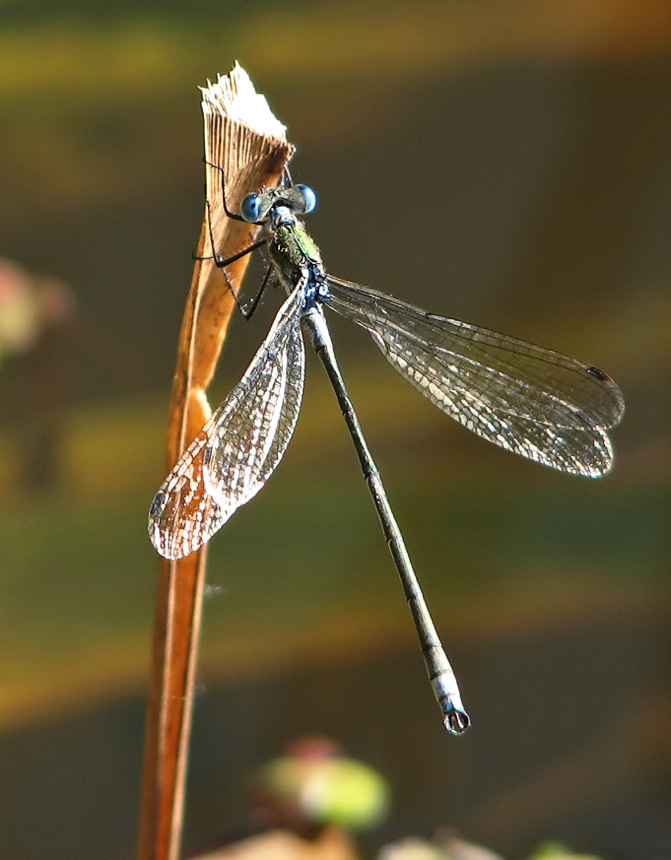
Lestes sponsa
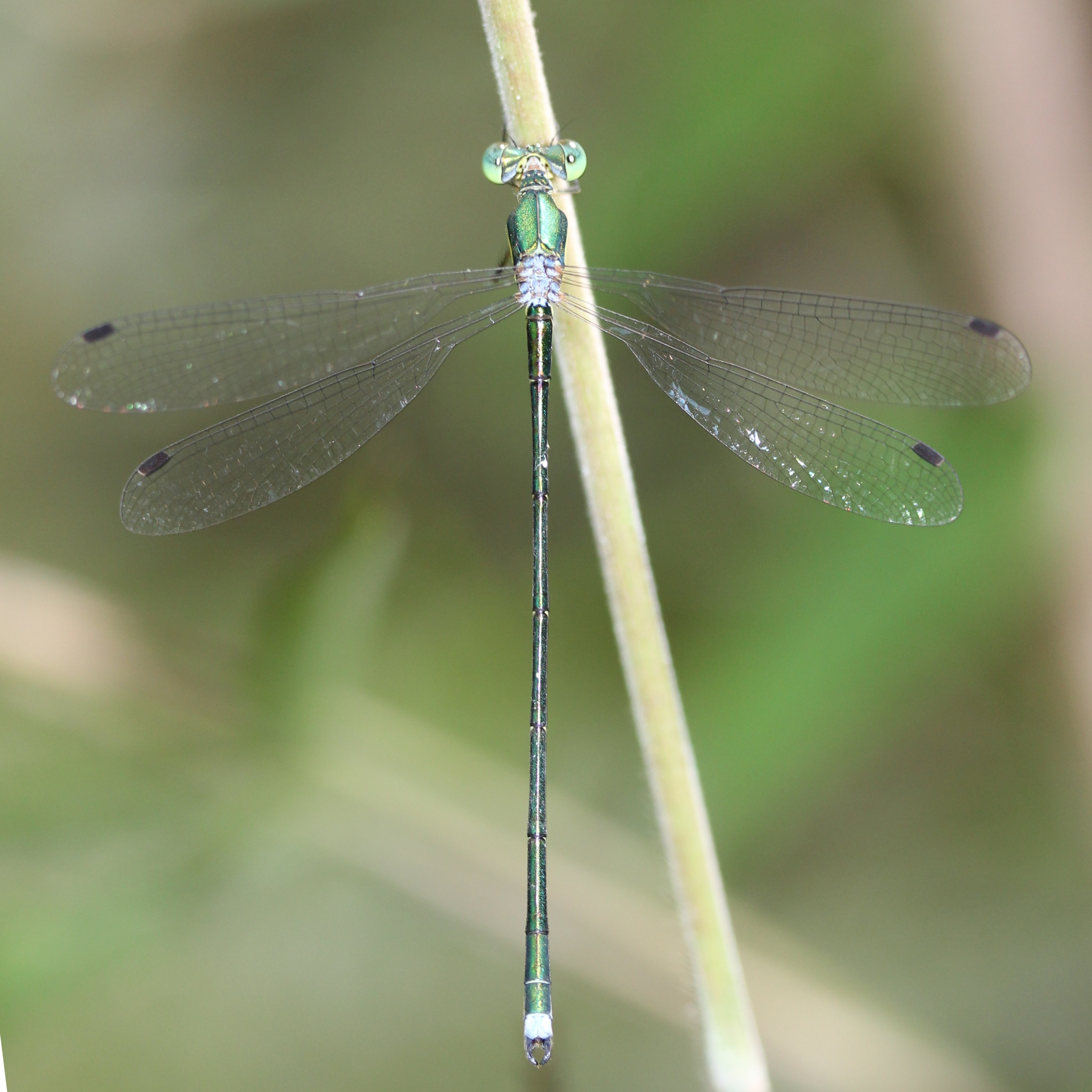
Lestes temporalis
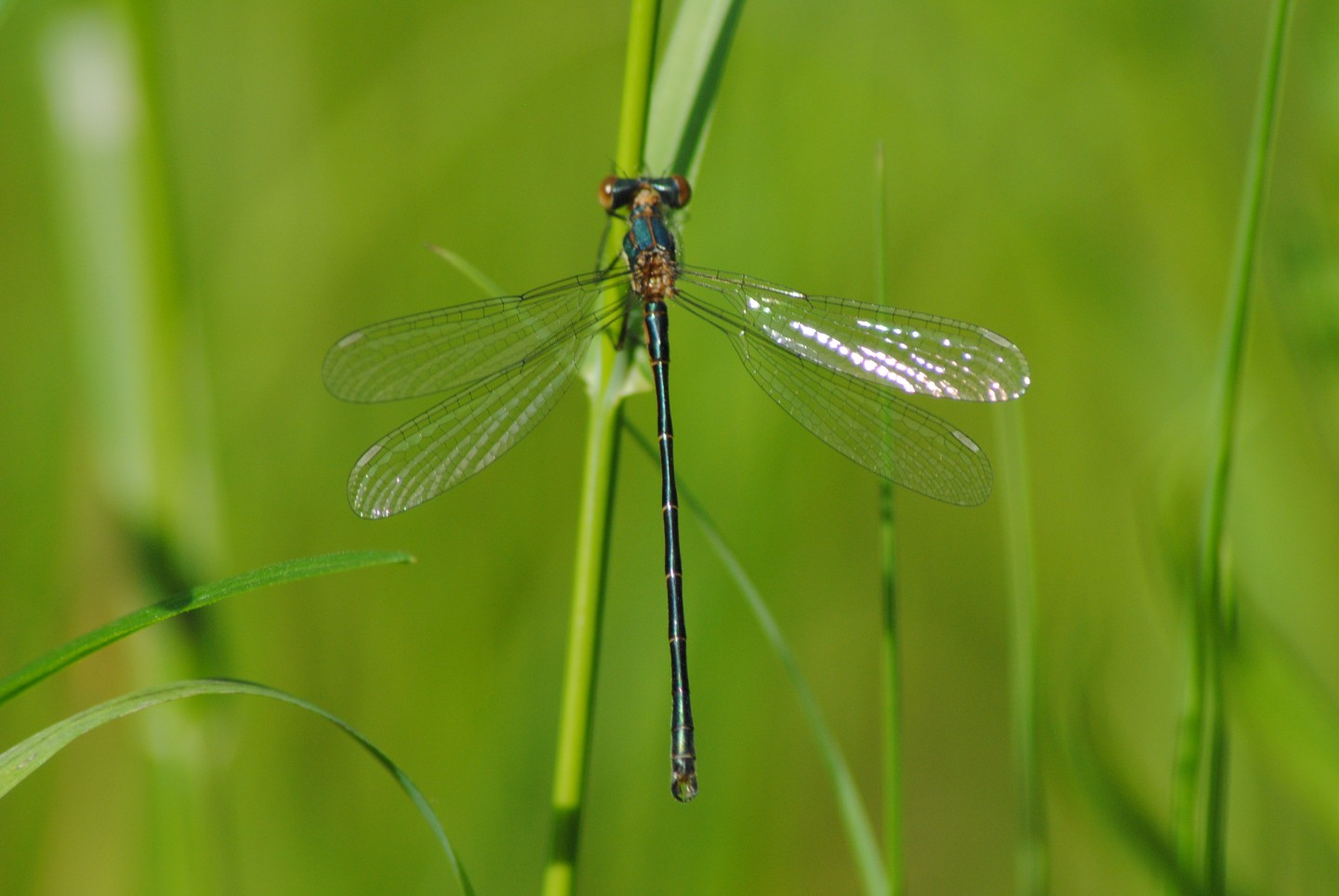
Lestes vigilax
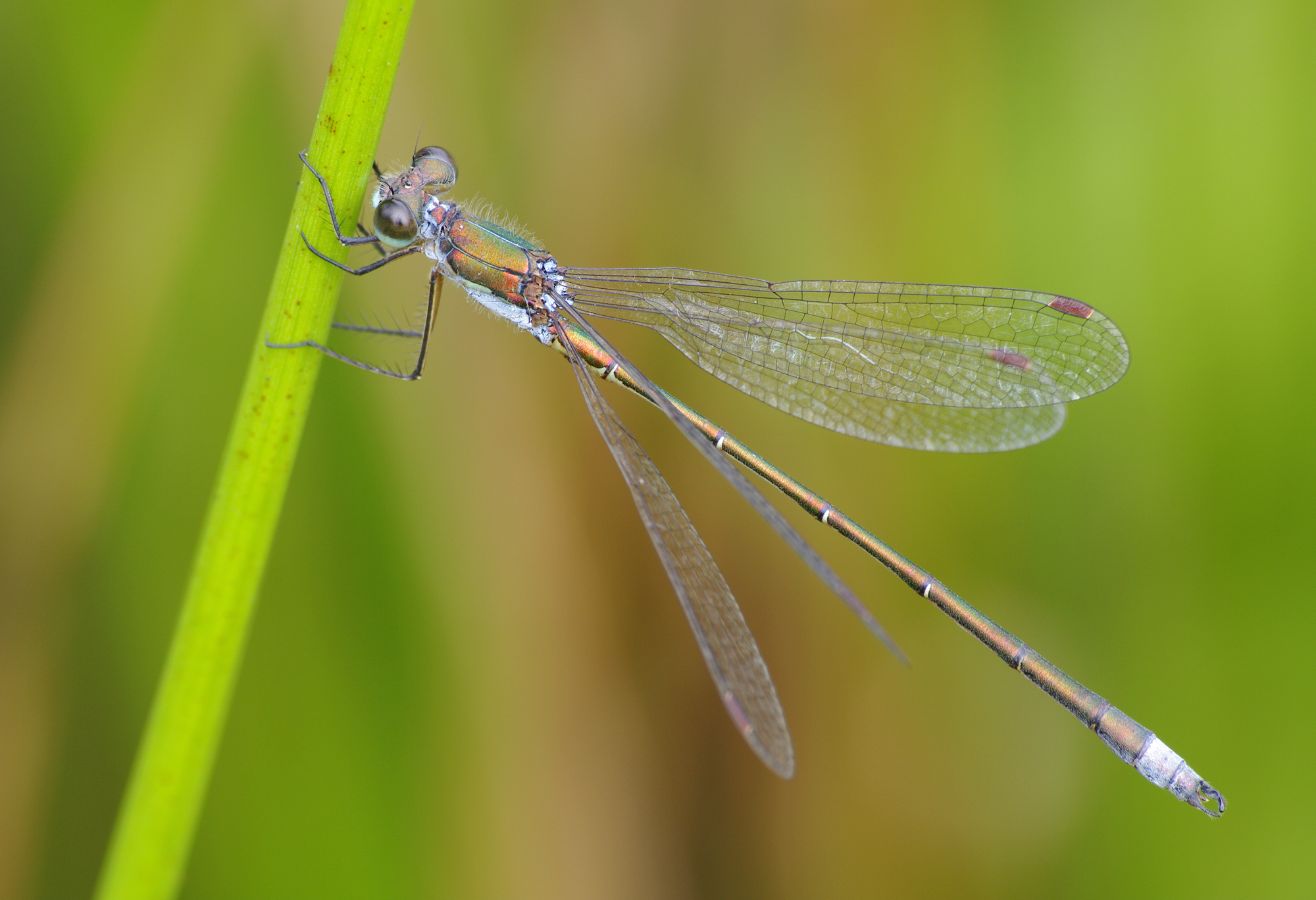
Lestes virens
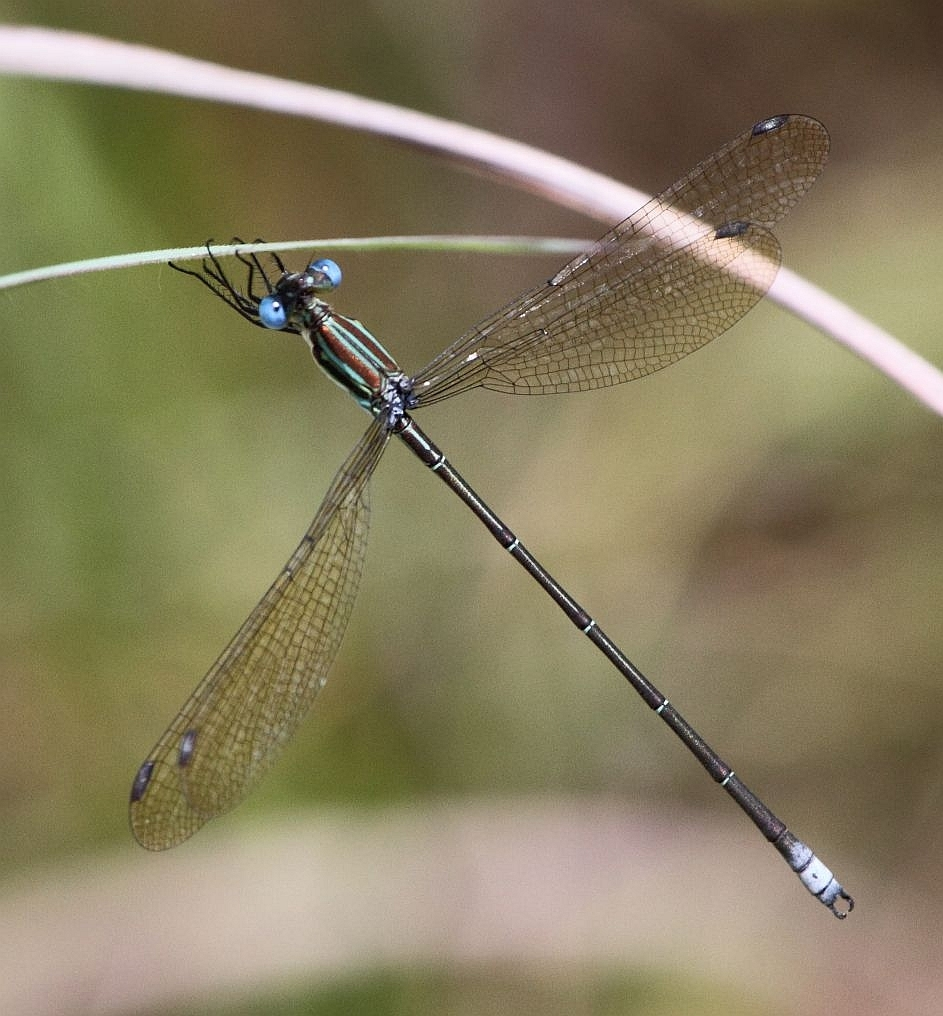
Lestes virgatus
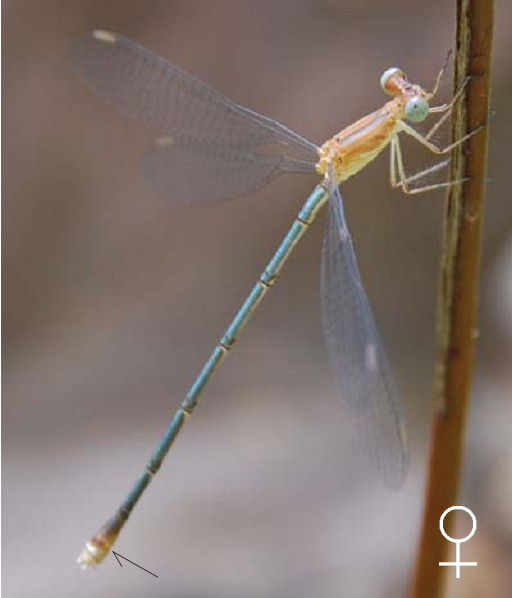
Lestes viridulus